# توم وايلاند
توم وايلاند (بالإنجليزية: Tom Wayland)‏ هو ممثل أمريكي، ولد في 21 يوليو 1974.

## وصلات خارجية
- توم وايلاند على موقع IMDb (الإنجليزية)
- توم وايلاند على موقع قاعدة بيانات الفيلم (الإنجليزية)
- توم وايلاند على موقع كينوبويسك (الروسية)
- توم وايلاند على موقع ANN person (الإنجليزية)